# Корита (Липик)
Корита су насељено место у саставу града Липика, у западној Славонији, Република Хрватска.

## Историја
До нове територијалне организације у Хрватској, налазило се у саставу бивше велике општине Пакрац.

## Становништво
На попису становништва 2011. године, Корита су имала 9 становника.
| Националност       | 1991.        |
| Срби               | 100 (90,09%) |
| Југословени        | 5 (4,50%)    |
| Хрвати             | 1 (0,90%)    |
| остали и непознато | 5 (4,50%)    |
| Укупно             | 111          |